# فرد ميلس
فرد ميلس (بالإنجليزية: Che Mills) هو فنان قتال مختلط بريطاني، ولد في 29 أكتوبر 1982 في غلوستر في المملكة المتحدة.

## وصلات خارجية
- فرد ميلس على موقع يو إف سي (الإنجليزية)
- فرد ميلس على موقع شيردوغ (الإنجليزية)
- فرد ميلس على موقع IMDb (الإنجليزية)